# Horst Scheibert
Horst Scheibert (* 29. September 1918 in Berlin-Lichterfelde; † 8. März 2010 in Weilburg) war ein deutscher Offizier und Militärschriftsteller.

## Militärischer Werdegang

### Wehrmacht
Scheibert trat im Oktober 1937 als Offizieranwärter der Luftwaffe an der Luftkriegsschule in Fürstenfeldbruck in die Wehrmacht ein, wo er zum Flugzeugführer ausgebildet wurde. Im März 1938 wechselte er zum Heer. Er durchlief verschiedene Verwendungen in der Panzertruppe und kämpfte dabei im Zweiten Weltkrieg an verschiedenen Orten in Polen, Frankreich und Russland. Nach einer schweren Verwundung mit anschließendem Lazarettaufenthalt wurde er im Dezember 1943 Leiter der Oberfähnrichlehrgänge für Motorisierte Truppen im Wehrkreis VI. Nach einem weiteren Lazarettaufenthalt führte er für kurze Zeit eine Panzer-Abteilung und wurde zum Stab der 22. Infanterie-Division (Wehrmacht) kommandiert, ehe er ab Oktober als Taktiklehrer an der Fahnenjunkerschule in Brünn eingesetzt wurde. In seiner letzten Verwendung war er zum Generalstab des XXXXVIII. Panzerkorps kommandiert, wo er im Mai 1945 in amerikanische Kriegsgefangenschaft ging.
Scheibert wurde 1943 mit dem Deutschen Kreuz in Gold sowie dem Panzerkampfabzeichen in Silber, II. Stufe und dem Verwundetenabzeichen in schwarz ausgezeichnet.

### Bundeswehr
Im Februar 1956 trat Scheibert als Hauptmann in die Bundeswehr ein. Hier war er zunächst Hilfsdezernent für die Panzertruppe im Truppenamt. Ab April 1958 besuchte er für ein Jahr den 2. Generalstabslehrgang Heer an der Führungsakademie der Bundeswehr, ehe er ab April 1959 G4 in der 2. PzGrenDiv wurde. Danach erfolgte seine erste ministerielle Verwendung als Hilfsreferent in der Abteilung Personal (P III 2). Ab April 1964 wurde Scheibert als Lehrer für Truppenführung an der Führungsakademie der Bundeswehr eingesetzt, bevor er im September 1968 in die Panzergrenadierbrigade 13 versetzt wurde. Hier wurde er zunächst als stellvertretender Kommandeur eingesetzt, ehe er im Oktober 1970 zum Brigadekommandeur ernannt wurde und zum 1. April 1971 zum Brigadegeneral befördert wurde. Aus dieser Dienststellung heraus wurde er zum 30. September 1977 in den Ruhestand versetzt.

## Zivilleben
Nach Entlassung aus der Kriegsgefangenschaft im August 1945 war Scheibert bis zum Eintritt in die Bundeswehr Geschäftsführer und Teilhaber einer Fotohandlung in Weilburg. In dieser Zeit wurde er auch zum Fotografen ausgebildet und schloss die Gesellenprüfung 1948 ab.

## Autorentätigkeit
Scheibert verfasste mehrere militärgeschichtliche Dokumentationen. Ein Teil seiner Veröffentlichungen wurde auch in andere Sprache übersetzt. Darüber hinaus war er bis 2002 für die Zeitschrift Das Waffen-Arsenal tätig.

## Trivia
Scheibert wurde am 2. September 1977 das Große Verdienstkreuz des Verdienstorden der Bundesrepublik Deutschland verliehen. In der Ayers-Kaserne in Kirch-Göns erhielt Scheibert in einer Zeremonie mit 13 Böllerschüssen am 6. November 1979 von der US Army einen Orden verliehen.
Die Stadt Wetzlar hat eine Straße im Westend nach Horst Scheibert benannt.